# Cephalotes pavonii
Cephalotes pavonii is een mierensoort uit de onderfamilie van de Myrmicinae. De wetenschappelijke naam van de soort is voor het eerst geldig gepubliceerd in 1809 door Latreille.